# El grupo de poetas de Nueva York

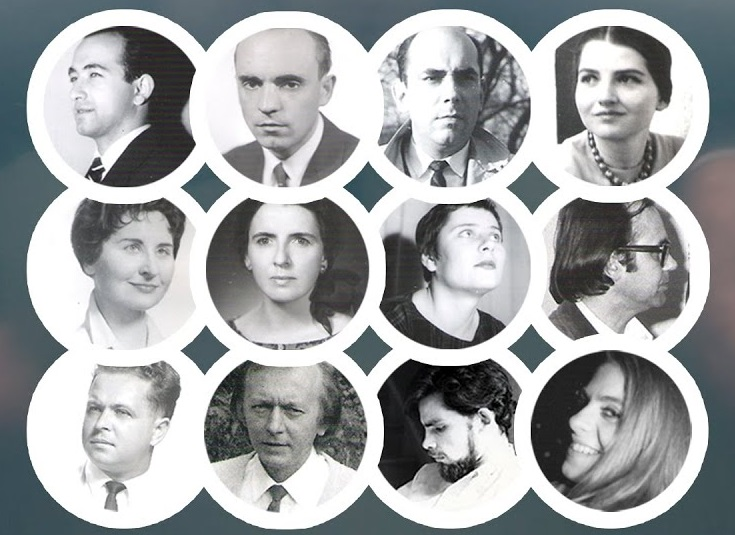
Imagen de la década de 1950 del grupo de poetas Ucranianos que se refugiaron en Nueva York. Donde formaron un movimiento literario modernista.

El grupo de poetas de Nueva York, también conocido como Grupo de Poetas Ucranianos de Nueva York, o Grupo de Nueva York; ucraniano: Нью-Йоркська Група; N'iu-Iorks'ka hrupa) fue un movimiento literario de poetas modernistas refugiados ucranianos (y artistas) que se reunieron en la ciudad de Nueva York a mediados de la década de 1950, imbuyendo la literatura ucraniana contemporánea con ideas de vanguardia y con nuevas formas poéticas. Los poetas experimentaron con entusiasmo y adoptaron tendencias artísticas y filosóficas de moda como el surrealismo, el realismo mágico y el existencialismo. Si bien la etiqueta "New York Group" comúnmente se refiere a siete miembros fundadores, a saber, Bohdan Boychuk, Yuriy Tarnawsky, Bohdan Rubchak, Zhenia Vasylkivska, Emma Andijewska, Patrytsiia Kylyna (seudónimo de Patricia Nell Warren) y Vira Vovk, también incluye cinco poetas que se unieron a los fundadores del grupo más de una década después: George Kolomyiets, Oleh Kowerko, Marco Carynnyk, Roman Babowal y Maria Rewakowicz. Estos últimos poetas traicionaron la misma inclinación hacia la experimentación métrica y muestran continuidad en los temas..
El período más activo del Grupo de Nueva York abarca aproximadamente quince años, desde mediados de la década de 1950 hasta principios de la de 1970, y coincide con la publicación de su almanaque anual de poesía Novi poezii (Poesía nueva). En 1990, Boychuk y Rewakowicz, en cooperación con la Unión de Escritores de Ucrania, fundaron una revista literaria Svito-vyd en Kiev, que continuó publicándose hasta 1999. Las novedades temáticas más icónicas introducidas por el New York Group se inspiraron tanto en la poesía española reciente como en el boom latinoamericano e incorporaron elementos lúdicos, urbanos y eróticos.
El fenómeno del New York Group ofrece un estudio interesante para explorar las ramificaciones culturales y estéticas de los escritores en el exilio. Habiéndose establecido principalmente en los Estados Unidos, los poetas acogieron con satisfacción su condición de exilio, que los había liberado de las restricciones de la censura en la Unión Soviética, al tiempo que nutrió su vínculo con Ucrania al continuar escribiendo poesía en su lengua materna. Esta fue su manera de rendir homenaje a la historia poética de su lengua, al tiempo que incorporaba las innovaciones formales y temáticas del mundo occidental. De hecho, algunos críticos establecieron paralelismos entre los poetas del Grupo de Nueva York y los poetas de la Generación beat, aunque, posiblemente, el Grupo de Nueva York muestra más afinidad con la tradición modernista europea que con la mayoría de los otros movimientos literarios estadounidenses posteriores a la Segunda Guerra Mundial.